# トランス・アラビアンパイプライン
トランス・アラビアンパイプラン（英: Trans-Arabian Pipelineは、サウジアラビアのラスタヌラからレバノンのサイダを結ぶ、全長1,214キロメートル（754マイル）の原油パイプライン。TAPライン（英: TAP Line）ともいう。

## 歴史
1945年、国際石油資本によってトランス・アラビアンパイプライン株式会社が設立され、1947年からパイプラインの建設を開始し、1950年に完成した。管理はアメリカ合衆国のベクテル社によって行われた。当初は、イギリス委任統治領パレスチナのハイファを終点とする計画であったが、委任統治終了に伴うイスラエルの建国により経路の見直しが行われ、代替経路としてシリアのゴラン高原を経由し、レバノンのサイダを終点とする経路となった。
トランス・アラビアンパイプライン建設計画にシリアが反対していたが、CIAダマスカス支局が主導した1949年3月クーデターが発生し、フスニー・アル＝ザイームが政権を握り、クーデターの4日後にパイプライン建設に賛成した。クーデター首謀者のフスニー・アル＝ザイームは136日後に打倒されたが、パイプライン建設計画が止まることはなかった。
1967年に勃発した第三次中東戦争によってシリアのゴラン高原がイスラエル軍に占領され、パイプラインも占領下に置かれたが操業は継続された。
サウジアラビアとシリアとレバノンはパイプラインの維持について数年に渡り議論を続けたが、パイプラインの損傷や超大型原油タンカーの登場などもあり、1976年にヨルダンを越えるラインの閉鎖が決定した。これに伴い、1983年末にシリア‐レバノン間のラインが閉鎖され、1985年には全面閉鎖の決定もされた。
しかし、サウジアラビア‐ヨルダン間は引き続き操業されていたが、1990年の湾岸危機の際にヨルダンがイラクを支援したことを受け、一次的に閉鎖された。
1990年以後は停止状態にあり、2001年には原油が完全にパイプから抜かれた。
2020年12月、サウジアラビア文化省は、トランス・アラビアンパイプラインをサウジアラビアとして初の国指定産業遺産に選定した。

## 技術的特徴
トランス・アラビアンパイプラインは全長1,214キロメートル（754マイル）、口径760ミリメートル（30インチ）で、操業当初の容量は1日あたり30万バレル（48,000 m3）だったが、最終的には1日あたり50万バレル（79,000 m3）まで容量が引き上げられた。
原油輸出において、イスラエルのエイラート‐アシュケロン間のトランス・イスラエルパイプライン経由のヨーロッパへの原油輸出コストがスエズ運河を通過するタンカーによる輸送よりも40%低いことからも、トランス・アラビアンパイプラインはペルシャ湾岸の石油のヨーロッパとアメリカへの潜在的な輸出ルートとして残っている。2005年初頭にはヨルダンが石油需要を満たす戦略的選択肢の一つとして、推定1～3億ドルのコストをかけてパイプラインの復旧を検討していた。

## トランス・アラビアンパイプライン株式会社
パイプラインを建設したトランス・アラビアンパイプライン株式会社は、スタンダードオイルニュージャージー（後のエッソ石油、現エクソンモービル）、スタンダードオイルカリフォルニア（現シェブロン）、テキサコ（現シェブロンのブランド名）、モービル（現エクソンモービルのブランド名）の合弁会社として設立され、最終的にはアラビアン・アメリカン・オイル・カンパニー（アラムコ、現サウジアラムコ）の子会社となった。